# Osman Kavala

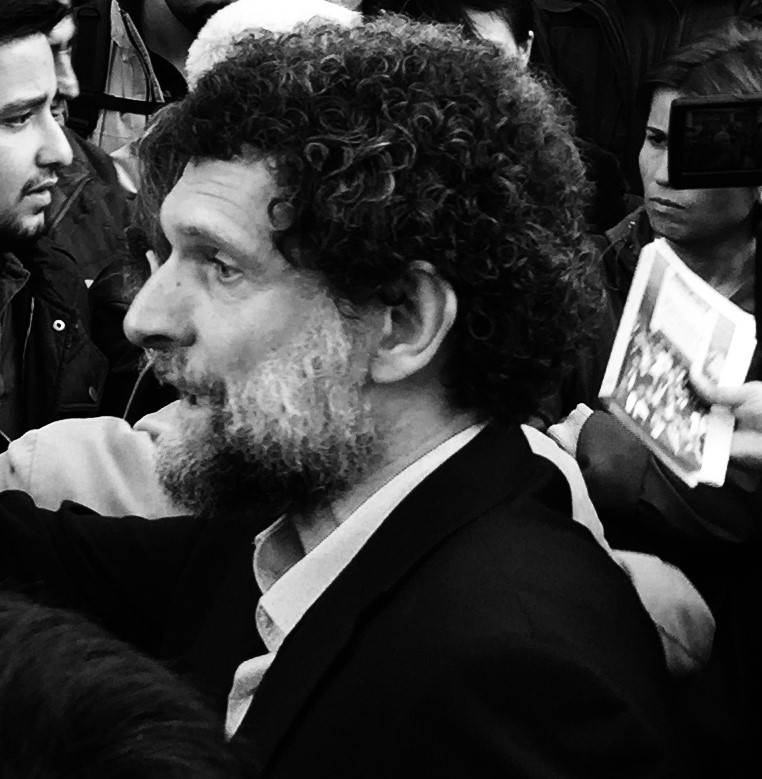
Osman Kavala beim Gedenken zum 100. Jahrestag des Völkermords an den Armeniern 2015 am Taksim-Platz

Osman Kavala (* 2. Oktober 1957 in Paris, Frankreich) ist ein türkischer Unternehmer, Mäzen und Menschenrechtsaktivist.
Er sitzt seit 2017 wegen seiner vermeintlichen Rolle bei regierungskritischen Protesten in der Türkei in Untersuchungshaft. Kurz nach seinem Freispruch 2020 wurde er erneut verhaftet. Im Oktober 2020 forderte die türkische Staatsanwaltschaft eine „verschärfte“ lebenslange Haftstrafe gegen Kavala und veröffentlichte in Istanbul eine Anklageschrift gegen ihn. Darin wurden ihm eine Beteiligung am Putschversuch von 2016, der „versuchte Sturz der Regierung“ und „politische Spionage“ vorgeworfen.
Am 25. April 2022 verurteilte ein Gericht ihn zu lebenslanger Haft unter erschwerten Bedingungen, also zu Isolationshaft ohne Möglichkeit der Bewährung. Sieben Mitangeklagte wurden ebenfalls verurteilt. Im September 2023 bestätigte der Kassationshof, das oberste Berufungsgericht der Türkei, das Urteil gegen Kavala.

## Leben
Osman Kavala besuchte das Robert College in Istanbul und studierte an der University of Manchester in Großbritannien Wirtschaftswissenschaft. Nach dem Tod seines Vaters im Jahr 1982 übernahm er das Familienunternehmen Kavala Companies. Seine Ehefrau ist die Wirtschaftsprofessorin Ayşe Buğra.
Seit 2002 widmet er sich vor allem der von ihm gegründeten Stiftung Anadolu Kültür, deren Vorsitzender er ist. Anadolu Kültür betreibt Kulturzentren in vernachlässigten Regionen der Türkei und fördert die kulturelle Zusammenarbeit mit Ländern der Europäischen Union. Kavala ist auch als Sponsor von Amnesty International bekannt. Er ist Gründungs- sowie Direktoriumsmitglied der Open-Society-Stiftung in der Türkei und unterstützt den ungarischstämmigen Philanthropen George Soros wegen seines Einsatzes für Bürgerrechte und seiner Einwanderungspolitik. Recep Tayyip Erdoğan nannte Kavala das „Soros-Überbleibsel der Türkei“, was eine Anspielung auf die vielen antisemitischen Verschwörungstheorien ist, die in der Türkei zirkulieren. Sein Haus wurde „verwanzt“.
Am 18. Oktober 2017 wurde Kavala am Flughafen Istanbul ohne Nennung von Gründen festgenommen. Er hatte sich zuvor in Gaziantep mit Mitarbeitern des Goethe-Instituts getroffen. Auch deutschsprachige Medien berichteten ausführlich über seine Verhaftung. Die regierungsnahe Tageszeitung Daily Sabah brachte ihn einige Tage nach der Festnahme mit einer angeblichen „Gülenistischen Terrorgruppe“ namens FETÖ in Verbindung und behauptete, er sei Milliardär. Seine Untersuchungshaft wurde 2018 offiziell damit begründet, er sei der Organisator der Proteste am Gezi-Park, an denen 2013 mehr als 3,5 Millionen Menschen teilgenommen hatten.
Im Juni 2019 begann im Gerichtsgebäude der Strafvollzugsanstalten Silivri der Strafprozess gegen ihn und weitere 15 Angeklagte. Den Beschuldigten wurde im Zusammenhang mit den Protesten ein Umsturzversuch vorgeworfen. Die Staatsanwaltschaft forderte „lebenslange Haft unter erschwerten Bedingungen“.
Der Europäische Gerichtshof für Menschenrechte (EGMR) nahm sich Kavalas Falls an und forderte nach einem beschleunigten Verfahren im Dezember 2019 Kavalas Freilassung.
Im Februar 2020 wurde Kavala mangels Beweisen überraschend freigesprochen. Wenige Stunden später erließ die Staatsanwaltschaft Istanbul einen neuen Haftbefehl gegen Kavala, aber nicht gegen die anderen Freigesprochenen. Sie behauptet, Kavala hätte sich am Putschversuch in der Türkei 2016 beteiligt. Kavala blieb weiterhin inhaftiert. Gegen die Richter, die Kavala freigesprochen hatten, wurde ermittelt. Ohne Beweise für nachrichtendienstliche Aktivitäten Kavalas zu nennen, warf die Staatsanwaltschaft ihm vor, in Istanbul eine Repräsentanz der internationalen Open-Society-Organisation des Demokratieförderers George Soros eröffnet zu haben. Welchen Straftatbestand das erfüllt haben soll, teilte die ermittelnde Staatsanwaltschaft nicht mit. Mehrere Stiftungen und Institutionen verfassten daraufhin eine „Stellungnahme europäischer Stiftungen und Kulturvermittler zur fortgesetzten Inhaftierung von Osman Kavala“. In der vom Generalsekretär des Goethe-Instituts, dem Präsidenten der Robert-Bosch-Stiftung, dem Geschäftsführer der Stiftung Mercator, der Präsidentin der Heinrich-Böll-Stiftung und dem Direktor der Europäischen Kulturstiftung unterzeichneten Erklärung wird der Vorwurf, die Institutionen spionierten in der Türkei „in aller Deutlichkeit zurück[gewiesen]“.
Im Dezember 2020 begann der zweite Gerichtsprozess gegen ihn. Die Staatsanwaltschaft fordert lebenslange Haft wegen angeblicher Beteiligung an dem Putschversuch 2016 sowie zusätzlich 20 Jahre Gefängnis wegen des Spionagevorwurfs. Im Januar 2021 hob ein Berufungsgericht in der Türkei (die für Vergehen gegen die Verfassung zuständige 3. Strafkammer des Landgerichts Istanbul) den im Februar 2020 erlassenen Freispruch für Kavala auf. Die Richter entschieden einstimmig, dass der Fall erneut von dem zuständigen Gericht geprüft werden solle. Auch der Freispruch für acht Mitangeklagte wurde aufgehoben.
Im Oktober 2021 lud das türkische Außenministerium die Botschafter der Vereinigten Staaten, von Frankreich, Kanada, Dänemark, Deutschland, den Niederlanden, Norwegen, Schweden, Finnland und Neuseeland vor, weil sie in einem gemeinsamen Appell die sofortige Freilassung von Kavala gefordert hatten.  Wenige Tage später wies Staatspräsident Erdoğan an, die Botschafter dieser Länder zu unerwünschten Personen zu erklären. Wiederum zwei Tage später nahm Erdoğan von dieser Entscheidung Abstand.
Nachdem ein türkisches Gericht wenige Tage vor Ablauf einer vom Europarat gesetzten Frist bis zum 30. November 2021 zur Freilassung Kavalas die Fortdauer der Inhaftierung angeordnet hatte, leitete der Europarat am 3. Dezember 2021 ein Vertragsverletzungsverfahren gegen die Türkei ein. Am 17. Januar 2022 bestätigte ein Istanbuler Gericht erneut die Fortdauer der Untersuchungshaft für Kavala. Am 25. April 2022 wurde er wegen versuchten Umsturzes der Regierung im Zusammenhang mit den Gezi-Protesten von 2013 zu lebenslanger Haft ohne Möglichkeit der Bewährung verurteilt. Vom Anklagepunkt politischer und militärischer Spionage im Zusammenhang mit dem Putschversuch von 2016 wurde er freigesprochen. Das Urteil ist noch nicht rechtskräftig. Zusammen mit Kavala wurden die sieben Mitangeklagten Mücella Yapıcı, Çiğdem Mater, Hakan Altınay, Can Atalay, Mine Özerden, Yiğit Ali Ekmekçi und Tayfun Kahraman zu je 18 Jahren Haft wegen Beihilfe zu Kavalas Putschversuch verurteilt. Einen Tag später demonstrierten Menschen in verschiedenen türkischen Städten, unter anderem in Istanbul vor dem TMMOB, dem Verband der Kammern türkischer Ingenieure und Architekten. Die Polizei nahm 51 Personen fest. Die deutsche Bundesregierung machte aufgrund des Urteils dem türkischen Botschafter deutlich, dass sie die Freilassung von Osman Kavala erwartet. Daraufhin wurde der deutsche Botschafter in Ankara vorgeladen.

## Ehrungen
Im September 2019 erhielt Kavala den European Archaeological Heritage Prize der Europäischen Vereinigung von Archäologen für seinen unermüdlichen Einsatz für die Erforschung, den Schutz und Erhalt der kulturellen Vielfalt der Türkei. Ausgezeichnet wurde insbesondere das Engagement für das Kulturerbe von Minderheiten und der Einsatz für türkisch-armenische Projekte. Der Regisseur Fatih Akin und die Theatermacherin Shermin Langhoff starteten die Kampagne What did Kavala do?, in der sich Prominente zu Kavalas Werk äußern. 2022 wurde ihm der ifa-Preis für den Dialog der Kulturen zuerkannt, den er am 10. November 2022 erhalten hat.